# عطاف عليان
عطاف عليان (1962) هي مناضلة وناشطة فلسطينية ولدت في مدينة بيت لحم، وهي أول أسيرة تخوض إضراب فردي ضد الاعتقال الإداريّ، وكانت قد نفّذت عدة إضرابات خلال سنوات اعتقالها في في سجون الاحتلال والتي بلغ مجموعها 14 عاماً. كما كانت رئيسة جمعية النقاء الإسلامية النسوية منذ عام 1997. متزوجة للروائي وليد الهودلي، ولهما ابنة واحدة.

## النشأة وتعليم
ولدت عطاف لأسرة لاجئة تعود أصولها إلى قرية خلدة المهجَّرة قضاء الرملة المحتلة، ودرست المرحلة الأساسية في مدرسة بيت لحم المختلطة التابعة للأونروا، ومدرسة عايدة الإعدادية، ومدرسة بيت لحم الإعدادية، ودرست المرحلة الثانوية في مدرسة بنات بيت لحم الثانوية، وحصلت منها على شهادة الثانوية العامة في سنة 1982، ونالت درجة البكالوريوس في علم الاجتماع/ فرعي علم النفس من جامعة بيت لحم عام 2002.

## فكرها الوطني
تتبنى عطاف الفكر الإسلامي، وترى أن علاقاتها الوطنية مفتوحة مع كل من يجاهد من أجل الوطن بغض النظر عن الاختلافات الأيديولوجية، وترفض اتفاقية أوسلو، وتعتبر أن مسار التسوية أثبت فشله، وترى وجوب الشراكة الفلسطينية الحقيقية التي تسعى إلى إنهاء الاحتلال بغض النظر عن مسماها.
وتؤمن عطاف بتحرير فلسطين التاريخية، وعودة اللاجئين الفلسطينيين لديارهم التي هُجِّروا منها، وتؤكد على أن تحرير فلسطين وعد إلهي لا بد منه مهما طال الزمن، وأن التسابق العربي للتطبيع هو دليل على اقتراب تحقق هذا الوعد. وكان لها محاولات كتابية لتأريخ تجربتها، وكتَبتْ جزءاً من تجربتها في كتاب ترانيم اليمامة الصادرعن طباق للنشر والتوزيع عام 2021.

## مسيرتها الوطنية
التحقت عطاف بالثورة الفلسطينية في شبابها المبكر، وتلقت تدريباً عسكرياً على استخدام الأسلحة والعبوات الناسفة في معسكرات تدريب القطاع الغربي في بيروت على يد مجموعة باسم سلطان (حمدي) ومحمد بحيص (أبو حسن) عام 1980. انقطع تواصلها مع مجموعتها عام 1982، ولكنها استطاعت إعادة التواصل معهم وقاموا بالتخطيط لتنفيذ عملية استشهادية تقود فيها عليان سيارة مفخخة، وتُفجِّرها في مقر رئاسة الوزراء الصهيونية في القدس المحتلة.
وتم اعتقالها قبل أسبوع من موعد تنفيذ عمليتها، وبعد أيام من اعتقال المسؤول عن إعداد السيارة المفخخة في شهر أغسطس عام 1987، وخضعت لتحقيق قاسي تجاوز الأربعين يوما في مركز تحقيق المسكوبية في القدس المحتلة، وخاضت أولى تجاربها في الإضراب عن الطعام والشراب والكلام مدة 12 يوما رفضاً لمعاملة المحققين الصهاينة السيئة والتهديد الذي تعرضت له، وحكمت عليها محاكم الاحتلال بالسجن خمس سنوات. ثم أضيف إليها عشر سنوات بتهمة مشاركتها في التصدي لإحدى السجَّانات الصهيونات في سجن الرملة، وأضربت عن الطعام مرة أخرى للمطالبة بنقلها من سجن أبو كبير إلى سجن الرملة. ووضعتها إدارة مصلحة السجون الصهيونية في العزل الإنفرادي مدة أربع سنوات تعرضت خلالها لمضايقات تتعلق بزيارات الأهل ومصادرة المقتنيات، وقد أضربت مدة أربعة وثلاثين يوما لكسر عزلها، واستطاعت العودة إلى الأقسام، وانضمت برفقة الأسيرات إلى إضراب الحركة الأسيرة عام 1992، وأفرج عنها في شهر فبراير من عام 1997.
أعاد الاحتلال اعتقالها في أكتوبر عام 1997، وحولها إلى الاعتقال الإداري، وما لبثت أن أضربت عن الطعام رفضا للاعتقال الإداري، واستطاعت نيل حريتها. فنشطت على الصعيد الوطني والاجتماعي والمؤسساتي وترأست جمعية النقاء الإسلامية النسوية بين عامي (1997-2020)، حيث افتتحت الجمعية روضة ومدرسة عام 2002، ومركزاً للعمليات الجراحية اليومية خلال الانتفاضة الثانية، وكانت تزور عائلات الشهداء والأسرى، كما كانت عضوة في رابطة نساء أُسِرْنَ من أجل الحرية، وعضوة في مركز بيت المقدس للأدب. ثم تمت إعادة اعتقالها بتهمة نشاطها في الجمعية لمدة تسعة أشهر في عام 2002.
وأعيد اعتقالها مرة أخرى آخر عام 2005 بتهمة افتتاح مركز للعمليات الجراحية، وتقديم الخدمات للمطلوبين، فبقيت في السجن حتى 2008، حيث قضت سنة في الاعتقال الإداري، وأعلنت إضرابها عن الطعام لإدخال ابنتها الرضيعة إليها عام 2006، حتى تمكنت من احتضان ابنتها داخل الأَسْر مدة عام ونصف، ومنعها الاحتلال من السفر منذ اعتقالها الأول، وداهم بيتها أكثر من مرة. ويذكر أن زوجها الروائي وليد الهودلي قد اعتقل لسنوات طويلة، ومنع من السفر.
وكانت الأسيرة المحررة عطاف عليان قد أعلنت الإضراب عن الطعام في 7 مايو 2023 أمام الصليب الأحمر الدولي في مدينة البيرة شمال الضفة الغربية حتى تسليم جثمان الشهيد خضر عدنان، وقالت "والله ما رح أقطع إضرابي حتى تسليم جثمانه ودفنه بجانب والده حسب وصيته”. وطالبت الصليب الأحمر بأن يأخذ مسؤولياته الإنسانية، وألا يسمح للاحتلال بتشريح جثمان الشهيد، وأكدت أن الجماهير الفلسطينية في الضفة الغربية لديها القوة على تنظيم أنفسهم في الموقف الصحيح. واستمر الإضراب عشر أيام قبل إعلانها لتوقفه بسبب تمكنها من تحقيق الأهداف المطالب بها.